# REV1
A REV1 DNS-javító fehérje a REV1 gén által kódolt fehérje, a DNS-polimeráz ζ-hoz kapcsolódó fehérje.
A gén a Saccharomyces cerevisiae Rev1 mutagenezisfehérjéjéhez hasonló fehérjét kódol. E fehérje BRCT-domént tartalmaz, mely a fehérje-fehérje kölcsönhatásokhoz fontos. A humán REV1 feltehetően DNS-polimerázokat aktiváló szerkezeti elem, mely a károsodott DNS transzléziós szintézisében fontos. Két különböző változatot kódoló mRNS-változata ismert alternatív splicinggal.

## Mechanizmus
A REV1 a templát–primer-DNS-t tenyér- (356–365. és 438–536. aminosav), ujj- (366–437.) és hüvelykujjdoménjeivel (537–603.) fogja közre. Ezt egy N-terminális α-helikális részszerkezet, az N-ujj (305–355.) stabilizálja, és fontos dCTP–templátbázis kölcsönhatásokat hoz létre. Az aktív hely aminosavjai (Asp362, Asp467, Glu468) a tenyérdoménen vannak és a nukleotidtranszfert katalizálják. Az ujjdomén kölcsönhat a dCTP-vel és a templát 5′-végi többletén.
A REV1 az argininnel szemben anti-helyzetben helyezi el a dezoxicitidin-trifoszfátot (dCTP), majd a difoszfát hidrolízisével a nukleotidtranszfert energetikailag kedvezővé teszi. Ez fontos lehet a fordított reakció (pirofoszforolízis) megakadályozásában is, amikor nukleotidból és pirofoszfátból nukleozid-trifoszfát jön létre. A Ca2+ könnyíti a nukleotidkötést, de nem indítja el a katalízist. A primer mozgása könnyíti a REV1 aktív helyének prekatalitikus elrendezését és a foszfodiészter-kötés létrejöttét. Hogy a REV1 nem tudja a templátot a DNS-be illeszteni, megakadályozza a mutagén processzivitást.
R324 fehérjetemplátja nem alkot optimális hidrogénkötéseket dTTP-vel, dGTP-vel vagy dATP-vel, megakadályozva a REV1 általi katalízist. Ezenkívül a fehérjetemplát citidin-trifoszfáttal (CTP) ugyan optimális kötéseket hoz létre, mivel a cukorkonformáció eltér, ez megakadályozza a katalitikus REV1-konformációt. Mivel azonban a sejtekben sokkal több a CTP, mint a dCTP, és a REV1 cukorhűsége közepes, a citidint a dezoxicitidinnel közel azonos valószínűséggel illeszti be a REV1.
A REV1 állandósult Y-családbeli DNS-polimeráz, gyakran dezoxicitidil-transzferáznak nevezik, mivel csak dezoxicitidint illeszt be a léziókon túl. Függetlenül attól, hogy G, A, T, C vagy bázismentes hely, a REV1 mindig C-t ad hozzá. A REV1 erre azért képes, mert arginintemplátot használ, mely jól párosul a C-vel. Feltehetően azonban ritkán használja polimerázaktivitását, ehelyett fehérjék illeszkedését segítve a TLS-fehérjék, különösen a Pol ζ (REV3L/REV7) aktivációját irányítja.
Az Y-család többi tagjához hasonlóan nem rendelkezik 3′–5′-ellenőrző exonukleázaktivitással, és a DNS-replikációt disztributívan végzi.
A REV1 3 benzo[a]pirént tartalmazó guanozin-sztereoizomeren hibamentes TLS-t hajt végre. A sejtek BP-kitettsége a többek közt a dohányzással összefüggő tüdőrákokban gyakori G→T transzverziót okoz. Karcinogén hatását a citokróm P450-út során keletkező diolepoxidjai okozzák, melyek elsősorban a guanin cikluson kívüli aminocsoportjával reagálnak. Ezek közül leggyakoribb (90%) a 10S(+)-transz-BP–N2-dG adduktum, mely nehezebben távolítható el nukleotideltávolításos javítással, mint a cisz-adduktumok. A Pol κ és a REV1 hatékonyan elsősorban a citozint illeszti be ezen adduktumokkal szemben, a Pol η a mutációokozó adenint illeszti be, a Pol ι-t blokkolják az adduktumok.

## Klinikai jelentőség

### Tumorok
A REV1 a tüdő tumorigenezisét növeli a RAD18/SERTAD2-tengely aktivációjával, ezért a tüdőrák lehetséges biomarkere és terápiás célpontja. A JH-RE-06 gátolja, in vivo megakadályozva a tumorigenezist, ezenkívül biztonságos és nagymértékben tolerált. Ez alapján a JH-RE-06 biztonságos és hatékony szer lehet nem kissejtes tüdőrák (NSCLC) ellen. Túlexpressziója rontja az előrejelzéseket.
A REV1 modulálja a RAD18, az Ub–PCNA és az RPA32 expresszióját is. A REV1-csendesített ráksejtekben a SERTAD2-szint jelentősen, a RAD18, az Ub–PCNA és az RPA32 változó mértékben csökken.
A REV1–Pol ζ a hiányos homológ rekombinációjú tumorsejtek életképességét a PRIMPOL- (DNS-primáz–polimeráz) függő ssDNS-rések mutagén javításával tartja fenn a BRCA1/2-hiányos sejtekben. A résszámövekedés a SMUG1 DNS-glikozilázt igényli és a RAD18-szint csökkenése vagy a REV1–Pol ζ gátlása aktiválja. A JH-RE-06 csökkenti a mutációs sebességet, PRIMPOL- és SMUG1-dependens életképesség-csökkenést okoz, és elsősorban a HR-hiányos sejteket érinti.

### Mutációk
A REV1-nek legalább 2 ismert mutációja (L1170A, V1188A) a Pol η-, legalább 2 másik (Y1242A, L1246A) a MAD2L2-kötést érinti.
A REV1 és a RAD18 kölcsönhatása fontos a sejtek életképességének fenntartásában. A PRIMPOL-hiány a kombinált RAD18/REV1-zavarást és a szintetikus letalitást megszünteti, a CH- és AxA-mutáns PRIMPOL nem állítja vissza.

## Kölcsönhatások
A REV1 C-terminális doménjén keresztül kölcsönhat a MAD2L2-vel. Feltehetően a REV1 kölcsönhat a PCNA-val, miután lézió révén ubikvitinálódik, és segíti a TLS-ben fontos B-családbeli Pol ζ irányítását.

### DNS-károsodás-tolerancia

#### DNS-polimeráz η
A REV1 kölcsönhat a DNS-polimeráz η-val UV-indukált DNS-károsodás hatására emlőssejtekben, és önmagában elég a nagyobb UV-ellenálláshoz. Bár korábban feltételezték a Pol η RIR-motívumainak szerepét a TLS-ben, a RIR-hiányos Pol η ektópiás expressziója nem befolyásolta aképességét az UV-indukált mutagenezistől való védelemre. A Pol η PIP-motívuma hasonlít a RIR-motívumra és ahhoz hasonlóan képes a REV1-gyel való kölcsönhatásra.
A Pol η okozta UV-tolerancia részben a REV1-től függ. Az UV-indukált ssDNS megmaradása a POLH-1- (POLH-hiányos) sejtekben a hiányos TLS-t jelzi.

#### REV7
A REV1 túlexpressziója esetén a REV1–REV7 kölcsönhatás szükséges a sejt UV-toleranciájához, a Pol η és a REV7 katalitikus aktivitásainak legalább az egyike szükséges.

## Fordítás
Ez a szócikk részben vagy egészben  a   REV1 című angol Wikipédia-szócikk ezen változatának fordításán alapul.  Az eredeti cikk szerkesztőit annak laptörténete sorolja fel. Ez a jelzés csupán a megfogalmazás eredetét és a szerzői jogokat jelzi, nem szolgál a cikkben szereplő információk forrásmegjelöléseként.